# Силяохэ
Силяохэ́ (кит. 西辽河; «Западная река Ляо») — река в Китае, протекающая на востоке провинции Внутренняя Монголия. Силяохэ имеет протяжённость около 829 км, и объём бассейна порядка 147 000 км².
Силяохэ образуется путём слияния двух других рек: Шара-Мурэн (кит. 西拉木伦河) и Лаохахэ (кит. 老哈河). Шара-Мурэн истекает из гор Большой Хинган (кит. 白岔山) на юго-востоке Внутренней Монголии. Исток Ляохахэ расположен в окрестностях Пиньяна в провинции Хэбэй.
Левый приток Силяохэ — река Синькайхэ (кит. 新开河). В бассейне реки находятся поселения, относящиеся к культуре неолита.
Из слияния рек Силяохэ и Дунляохэ («Восточная река Ляо») возникает река Ляохэ, впадающая в Бохайский залив.